# Regno di Thomond
Il Regno di Thomond (irlandese classico: Tuadhmhumhain; irlandese moderno: Tuamhain) era un regno dell'Irlanda gaelica, associato geograficamente alle attuali Contea di Clare e Contea di Limerick, nonché parti della Contea di Tipperary attorno a Nenagh e al suo entroterra. Il regno rappresentava la patria principale del popolo Dál gCais, sebbene nella zona vi fossero altre tribù gaeliche, come gli Éile e gli Eóganachta, e vichinghe (attorno a Limerick). Esistette a partire dal crollo del Regno del Munster nel XII Secolo, poiché la competizione tra le famiglie Ó Briain (O'Brien) e Mac Cárthaigh (MacCarthy) portò allo scisma tra Thomond ("Munster del nord"), appannaggio degli O'Brien, e Desmond ("Munster del sud"), governato dai MacCarthy. Il regno continuò ad esistere al di fuori della Signoria d'Irlanda controllata dagli anglo-normanni fino al XVI Secolo.
L'origine esatta di Thomond, originariamente come parte interna del Munster, è dibattuta. Si ritiene generalmente che i Déisi Muman si spinsero a nord-ovest a partire dal V fino all'inizio dell'VIII secolo, occupando l'area precedentemente controllata dagli Uí Fiachrach Aidhne del Connacht. Alla fine, i Dál gCais salirono al potere in tutto il Munster, a scapito degli Eóganachta. La figura più famosa associata a questo processo storico è Brian Boru, Alto Re d'Irlanda, noto soprattutto per le sue imprese nella battaglia di Clontarf. Quattro generazioni dopo, e dopo aver fornito altri tre alti re, i Dál gCais non furono in grado di trattenere tutto il Munster, e così il regno di Thomond nacque come entità separata.
Tra la metà del XII e la fine del XIII Secolo, quando gran parte dell'Irlanda passò sotto il diretto controllo e/o insediamento inglese, anche Thomond entrò nella sfera anglo-irlandese. La famiglia de Clare stabilì una colonia a Bunratty, mentre anche le famiglie Butler e FitzGerald si fecero strada. Tuttavia, dal tempo della battaglia di Dysert O'Dea, nel 1318, Thomond fu restaurato come regno, con i suoi sovrani che ripristinarono Limerick all'interno della loro dominazione. La dinastia O'Brien al potere si rassegnò al dominio inglese non più tardi del 1540.